# Vulturu
Vulturu es una comuna ubicada en el distrito de Vrancea, Rumania.

## Superficie
Posee una superficie de 104,3 kilómetros cuadrados.

## Demografía
Hasta 2021 la población era de 6873 habitantes, con una densidad de población de 65,88 habitantes por kilómetro cuadrado.